# P2RY8
No campo da biologia molecular, P2RY8 é uma proteína que pertence ao grupo dos receptores P2Y e que, em seres humanos, é codificada pelo gene P2RY8.

## Leitura de apoio
- Strausberg RL, Feingold EA, Grouse LH;  et al. (2003). «Generation and initial analysis of more than 15,000 full-length human and mouse cDNA sequences.». Proc. Natl. Acad. Sci. U.S.A. 99 (26): 16899–903. PMC 139241. PMID 12477932. doi:10.1073/pnas.242603899
- Ota T, Suzuki Y, Nishikawa T;  et al. (2004). «Complete sequencing and characterization of 21,243 full-length human cDNAs.». Nat. Genet. 36 (1): 40–5. PMID 14702039. doi:10.1038/ng1285
- Cantagrel V, Lossi AM, Boulanger S;  et al. (2005). «Disruption of a new X linked gene highly expressed in brain in a family with two mentally retarded males.». J. Med. Genet. 41 (10): 736–42. PMC 1735597. PMID 15466006. doi:10.1136/jmg.2004.021626
- Gerhard DS, Wagner L, Feingold EA;  et al. (2004). «The status, quality, and expansion of the NIH full-length cDNA project: the Mammalian Gene Collection (MGC).». Genome Res. 14 (10B): 2121–7. PMC 528928. PMID 15489334. doi:10.1101/gr.2596504
- Ross MT, Grafham DV, Coffey AJ;  et al. (2005). «The DNA sequence of the human X chromosome.». Nature. 434 (7031): 325–37. PMC 2665286. PMID 15772651. doi:10.1038/nature03440
- Fujiwara S, Yamashita Y, Choi YL;  et al. (2007). «Transforming activity of purinergic receptor P2Y, G protein coupled, 8 revealed by retroviral expression screening.». Leuk. Lymphoma. 48 (5): 978–86. PMID 17487742. doi:10.1080/10428190701225882
- Storlazzi CT, Albano F, Lo Cunsolo C;  et al. (2007). «Upregulation of the SOX5 by promoter swapping with the P2RY8 gene in primary splenic follicular lymphoma.». Leukemia. 21 (10): 2221–5. PMID 17554380. doi:10.1038/sj.leu.2404784